# 에두아르 브랑리

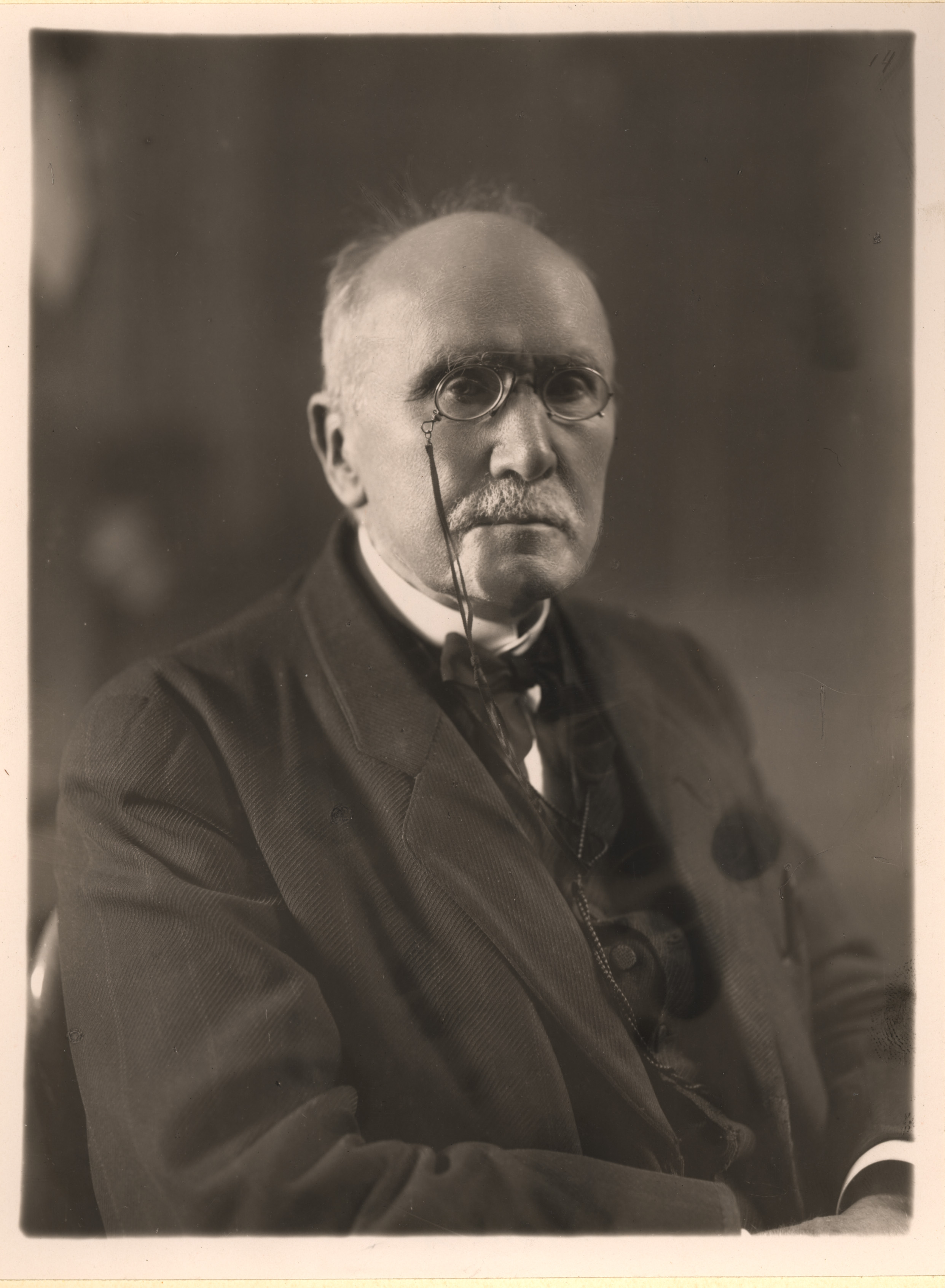

에두아르 브랑리(Édouard Branly, 본명: 에두아르 외젠 데지레 브랑리, Édouard Eugène Désiré Branly, 1844년 10월 23일 – 1940년 3월 24일)는 프랑스의 물리학자이자 발명가로, 초기에 무선전신에 참여하고 1890년경에 브란리 코히러를 발명한 것으로 유명하다.

## 생애
1844년 10월 23일에 태어나 1940년 3월 24일에 사망했다. 장례식은 파리의 노트르담 대성당에서 거행되었으며 프랑스의 대통령 알베르 르브룅이 참석했다. 파리의 페르 라셰즈 묘지에 안장되었다.

## 같이 보기
- 알렉산드르 포포프 (물리학자)
- 카를 페르디난트 브라운